# (6752) Ashley
(6752) Ashley es un asteroide que forma parte del cinturón de asteroides y fue descubierto por C. J. van Houten, I. van Houten-Groeneveld y T. Gehrels el 26 de marzo de 1971, desde el observatorio del Monte Palomar, Estados Unidos.

## Designación y nombre
Ashley se designó inicialmente como 4150 T-1. Más adelante, en 1996, fue nombrado en honor de Ashley Thomas McDermott.

## Características orbitales
Ashley está situado a una distancia media de 2,38 ua del Sol, pudiendo alejarse hasta 2,576 ua y acercarse hasta 2,185 ua. Tiene una excentricidad de 0,082 y una inclinación orbital de 13 grados. Emplea 1341 días en completar una órbita alrededor del Sol. El movimiento de Ashley, sobre el fondo estelar, es de 0,2683 grados por día.

## Características físicas
La magnitud absoluta de Ashley es 13,7.